# 红秋葵
红秋葵（学名：Hibiscus coccineus）为锦葵科木槿属下的一个种。
另有悬铃花属的悬铃花（Malvaviscus arboreus）曾被當作本種的變種而有所混淆。

## 扩展阅读
維基物種上的相關：红秋葵